# Jeffery (Mixtape)
Jeffery ist ein Mixtape des US-amerikanischen Rappers Young Thug. Es erschien am 25. August 2016 über die Labels 300 Entertainment und Atlantic Records.

## Titelliste
1. Wyclef Jean – 3:56
2. Floyd Mayweather (feat. Travis Scott, Gucci Mane und Gunna) – 6:01
3. Swizz Beatz – 3:16
4. Future Swag – 2:45
5. RiRi – 4:04
6. Guwop (feat. Quavo, Offset und Young Scooter) – 5:15
7. Harambe – 3:10
8. Webbie (feat. Duke) – 3:55
9. Kanye West (feat. Wyclef Jean) – 5:41
10. Pick Up the Phone (mit Travis Scott feat. Quavo) – 4:12

## Rezeption

### Charts
Jeffery erreichte Platz 8 der US-amerikanischen Billboard 200. Insgesamt hielt es sich 20 Wochen in den Album-Charts der Vereinigten Staaten. In den kanadischen Charts belegte das Mixtape Rang 19.

### Kritik
Die E-Zine Laut.de bewertete Jeffery mit fünf von möglichen fünf Punkten. Aus Sicht des Redakteurs Philipp Kopka stehe das „extravagante Cover für die größten Stärken von Young Thugs“ Mixtape. Durch die Befreiung „von jeglichem musikalischen Korsett“ komme „sein untrügliches Auge für Kompositionen abseits der Norm, gepaart mit unwiderstehlichem Style noch besser zur Geltung.“ Die Texte Young Thugs gleichen dem „abstrakten Expressionismus eines Jackson Pollock-Gemäldes.“ Dies führe zu den wiederkehrenden Vorwürfen, jeder Rapper sei in der Lage analog zu einem Kind, das „wild Farbkleckse auf eine Leinwand spritzen und es als Kunst verkaufen“ könne, mit „zusammenhangslosen Assoziationsketten um sich werfen.“ Jedoch habe nur Thug den Mut dazu, diesen Stil konsequent umzusetzen. Des Weiteren wird die Stimme, mit der in den Songs „gejault, gekrächzt, gemurmelt, gekeucht“ werde, als „durchschlagskräftigste Waffe“ charakterisiert.

### Bestenliste
In der Liste der besten „Hip Hop-Alben des Jahres“ 2016 von Laut.de wurde Jeffery auf Rang 11 platziert. So hülle Young Thug das Mixtape „in ein Pop-Gewand, das weder nerv[e] noch anbiedernd daher komm[e], stattdessen mutier[e] das Tape zum unwiderstehlichen Sommeralbum 2016.“ Thug posiere „auf dem Cover in einem Kleid“ und benenne „die einzelnen Songs auch noch nach seinen Vorbildern“, womit er „seinem Ruf als Konventionenbrecher auch auf seinem bisher besten Werk“ nachkomme.